# Boletellus russellii
Boletellus russellii, conocido comúnmente como bolete de Russell, es una especie de hongo bolete de la familia Boletaceae. Se trata de una especie comestible que se encuentra en Asia y en el este de Norteamérica, donde crece en una asociación micorrizada con robles, cicutas y pinos. Los cuerpos fructíferos del hongo se caracterizan por su tallo toscamente desgreñado. Los capuchones, de color amarillo-marrón a marrón rojizo, son inicialmente aterciopelados, pero se agrietan en parches con la edad.

## Taxonomía
Bautizada originalmente como Boletus russellii por Charles Christopher Frost en 1878 a partir de colecciones realizadas en Nueva Inglaterra, la especie fue transferida a Boletellus por Edouard-Jean Gilbert en 1931. El epíteto específico russellii honra al botánico estadounidense y ministro unitario John Lewis Russell, el primer recolector de la especie. Los nombres comunes que se le han dado a la seta son shagnet, bolete de tallo dentado y bolete de Russell.

## Descripción
El sombrero es de hemisférico a convexo o ampliamente convexo, alcanzando un diámetro de 3-13 cm (1.2-5.1 in). La superficie del sombrero es inicialmente aterciopelada, con un margen enrollado hacia dentro, pero después de madurar el sombrero se agrieta y forma manchas como escamas. El color es de amarillo-marrón a marrón rojizo y gris oliva, mientras que la carne es de amarillo pálido a amarillo. La superficie de los poros es de color amarillo a amarillo verdoso; cuando la superficie de los poros se frota o se hiere, adquiere un color amarillo más intenso. Los poros son angulares y tienen una anchura de aproximadamente 1 mm, mientras que los tubos que los componen tienen una profundidad de hasta 2 cm (0,8 pulgadas). El tallo tiene una longitud de 4 a 8 cm y un grosor de 1 a 2 cm, y su anchura es más o menos igual o ligeramente más gruesa en la base. De color marrón rojizo a bronceado rosado, el tallo es sólido (es decir, no está hueco ni relleno de médula), a veces curvado, y pegajoso en la base cuando está húmedo. La textura de la superficie se caracteriza por surcos y crestas profundas, con las crestas desgarradas y ramificadas de manera que parecen peludas. El Boletus russellii no tiene velo parcial ni anillo. Los cuerpos de los frutos son comestibles, pero son "blandos e insípidos" y no son especialmente buscados por los buscadores de setas.
La impresión de las esporas es de color marrón oliva. Las esporas son elipsoides y miden 15-20 por 7-11 μm. Al igual que la reticulación del tallo, las superficies de las esporas presentan surcos y ranuras longitudinales profundas, a veces con una hendidura en la pared en la parte superior de la espora.

### Especies similares
Austroboletus betula es algo similar en estatura y también tiene un tallo profundamente reticulado, pero se puede distinguir por su capuchón liso y más brillante y por sus esporas con hoyos.

## Hábitat y distribución
Boletellus russellii se conoce en el este de Norteamérica, donde crece de forma aislada o dispersa en el suelo en asociación con robles, cicutas y pinos. Su área de distribución se extiende desde el este de Canadá hacia el sur hasta América Central, y hacia el oeste hasta Michigan y el sur de Arizona. También se encuentra en Asia, incluyendo Corea y Taiwán.